# Batalla de Montaperti
La batalla de Montaperti se libró el 4 de septiembre de 1260 entre las repúblicas de Florencia y Siena en la Toscana como parte del conflicto entre los güelfos y gibelinos. Ganó notoriedad por un acto de traición que cambió el curso de la batalla, que fue inmortalizada por Dante Alighieri en su poema la Divina Comedia.

## Güelfos y gibelinos
Los güelfos y gibelinos fueron facciones que apoyaban, al menos nominalmente, al Papado y al Sacro Imperio Romano Germánico, respectivamente, en Italia durante los siglos XII y XIII; en la práctica, la división entre estas facciones a menudo tenía más que ver con rivalidades locales que con la hostilidad entre el papado y el imperio.
A mediados del siglo XIII, los güelfos dominaron en Florencia mientras que los gibelinos controlaban Siena. En 1258, los güelfos consiguieron expulsar de Florencia a los últimos gibelinos con algún poder real; a esto le siguió el asesinato de Tesauro Beccharia, Abad de Vallombrosa, que fue acusado de tramar el regreso de los gibelinos.
La disputa llegó a un punto crítico dos años después cuando los florentinos, apoyados por sus aliados de alrededor de Toscana (Bolonia, Prato, Lucca, Orvieto, San Gimignano, San Miniato, Volterra y Colle Val d'Elsa), dirigieron un ejército de alrededor de 35 000 hombres hacia Siena. Los sieneses pidieron ayuda al rey Manfredo de Sicilia, quien proporcionó un contingente de caballería pesada mercenaria alemana. Las fuerzas sienesas estaban al mando de Farinata degli Uberti, un gibelino florentino exiliado. Incluso con estos refuerzos solo pudieron reunir un ejército de 20 000 hombres.

## Batalla

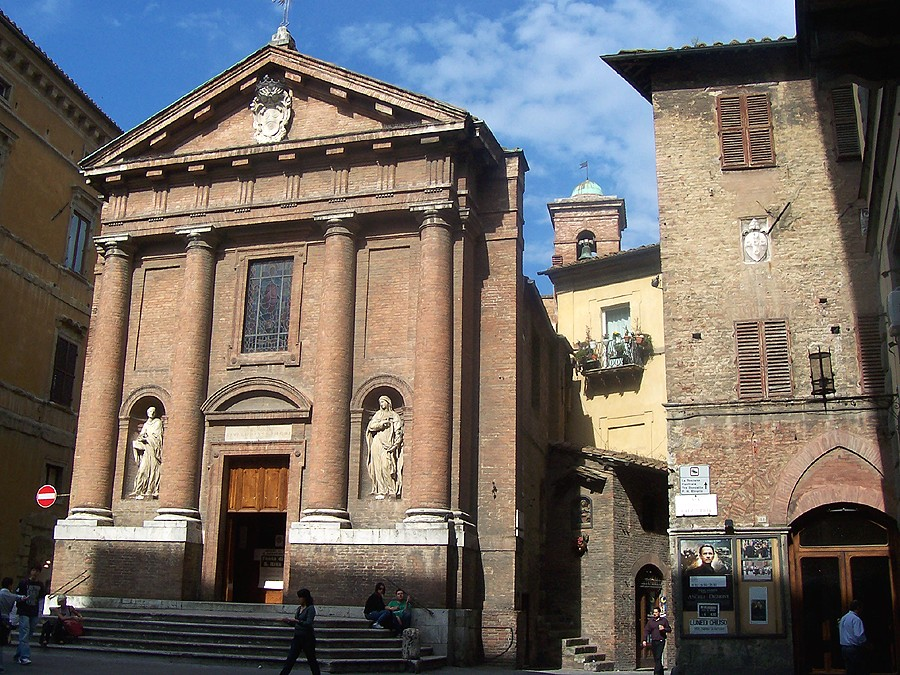
Ciudad de Siena, Iglesia de san Cristóbal.

Los dos ejércitos se encontraron en la colina de Montaperti, en las afueras de Siena, en la mañana del 4 de septiembre; a la cabeza del ejército sienés estaba la formidable banda de la caballería mercenaria germana. La batalla ardió furiosamente durante todo el día, pero a pesar de su superioridad numérica, los florentinos fueron incapaces de hacer progresos contra los determinados sieneses. Conforme la tarde se aproximaba y los florentinos se agotaban en las líneas defensivas del adversario, las fuerzas sienesas lanzaron su contraataque, dirigidas por el conde de Arras.
Aunque aparentemente parezca imprudente, los sieneses estaban confiados en contraatacar pese a la desventaja numérica significativa porque su carga fue una señal a un miembro del ejército florentino, Bocca degli Abati. Aunque Bocca luchaba por Florencia junto a los güelfos, era un gibelino de corazón.
A la señal de contraataque consiguió cruzar las líneas florentinas hacia el portaestandarte del ejército florentino y cortó la mano, haciendo que cayera la bandera florentina. En el ambiente militar de la época, el estandarte era importante, pues las tropas no usaban uniformes, de manera que el estandarte servía de referencia para saber dónde estaba el jefe y que aún estaba a salvo y al mando, de manera que la pérdida de su estandarte hizo que en el ejército florentino cundiera el pánico.
Aprovechando esta confusión, cientos de gibelinos florentinos atacaron a sus compatriotas güelfos conforme cargaba el contingente principal sienés, y los florentinos fueron aplastados y perseguidos por sus enemigos mientras huían. Se estima que murieron unos 15 000 hombres.
Tras la batalla, los soldados alemanes en el ejército sienés dieron parte de su paga para fundar la iglesia de San Giorgio en Pantaneto; los alemanes invocaban a San Jorge en su grito de guerra.

## La batalla en laDivina Comedia
Mientras estaba rastreando por los archivos florentinos durante el siglo XIV, Dante Alighieri (que era güelfo) leyó un relato sobre la batalla escrito por Giovanni Villani, un comerciante florentino e historiador, y descubrió este acto de traición. Como resultado de esto reservó un lugar dentro del noveno círculo del Infierno para el traidor Bocca degli Abati en su Divina Comedia:
Cuando otro gritó: ¿Qué tienes, Bocca,
¿No te basta con sonar las quijadas
que ladras? ¿qué diablo te toca?
Ahora, respondí, que más hables no quiero,
malvado traidor; que por cumplir tu deseo
llevaré de ti noticias veras.
El comandante gibelino Farinata degli Uberti también está confinado en el Infierno de Dante, no por su conducta en la batalla, sino por su supuesta adhesión herética a la filosofía de Epicuro.